# エクステリア科
エクステリア科とは、エクステリアさらに庭園添景物の設計施工、庭園管理など造園に関連した施工管理まで習得し、造園関連の企業に就職できる人材を養成する学科。おもに職業訓練施設に設置されるが、専門学校にも設置例がある。
教育訓練施設では、従来のおもに壁塗り技術である左官の技術を応用し、外部空間・ガーデニング用のレンガなど造園関係、さらには道路から玄関までのアプローチなどの設計施工までを学ぶことができる。
内容は門や塀、テラス、玄関周りなどの住宅の外構工事からエクステリアや庭園の施工管理までの幅広い工事に対応できる技能の習得を目的に、エクステリア施工、外構工事で中心となるブロック積・レンガ積などの組積作業、モルタル仕上げ・敷石・張り石など仕上げ作業の学科と実技の訓練指導が行われる。一般家庭等の庭園樹木の剪定も実習で実施される。
期間中に3級造園技能士の資格取得や、訓練修了後に2級造園技能士の資格が取得できるよう学科・実技の訓練指導を行っている。

## 設置する職業訓練施設
- 群馬県立高崎産業技術専門校 - エクステリア科
- 東京都立多摩職業能力開発センター 江戸川校　グリーンエクステリア科
- 魚沼テクノスクール、エクステリア左官科
- 岐阜県立国際たくみアカデミー職業能力開発校 住宅科左官エクステリアコース
- 福岡県立小倉高等技術専門校旧エクステリア工芸科（現・左官科）
- 米子高等技術専門校 造園エクステリア科
- 神奈川県立平塚高等職業技術校. エクステリア系
- ちばキャリアアップセンター・長生高等技術専門校・左官科
- 名古屋高等技術専門校. 住環境エクステリア科(旧エクステリアサービス科・エクステリア施工科）
- 山口県西部高等産業技術学校・エクステリア・造園科（他に左官科）
- 我孫子高等技術専門校 エクステリア科、旧ブロック建築科・左官科
- 札幌高等技術専門学院、エクステリア技術科
- 山口県西部高等産業技術学校  造園・エクステリア科
- 浦添職業能力開発校 エクステリア科
- 高浜高等技術専門校 住宅エクステリア科
- 滝川高等技術専門学院　エクステリア技術科
- 鶴見高等職業技術校　エクステリアサービス科
- 浜松テクノカレッジ造園・エクステリア科
- 東京都立城東職業能力開発センター江戸川校グリーンエクステリア科（造園技能・外構技能）
- 神奈川県かなテクカレッジ平塚高等職業技術校庭園エクステリア施工コース
- 神奈川県立藤沢高等職業技術校庭園エクステリア施工
- 新潟県立テクノスクール- エクステリア左官科
- 北海道立滝川高等技術専門学院エクステリア技術科
- 北海道立函館高等技術専門学院エクステリア技術科
- 県立名古屋高等技術専門校普通職業訓練（短期課程）住環境エクステリア科
- 仙台高等技術専門校短期エクステリア科
- 鹿児島県宮之城高等技術専門校エクステリア科

## 設置する専門学校
- 東北文化学園専門学校環境エクステリア科
- 学校法人環境造形学園ICSカレッジオブアーツエクステリア3D／CAD・CG科 (専修学校等委託訓練)

## 法令に基づかない民間教育訓練施設
- E&Gアカデミー エクステリア＆ガーデンデザイナー養成の専門校
- 環境デザインアカデミー エバーランド（エクステリア・コーディネーターの養成施設）
- コラムデザインスクール スキルアップ講座エクステリア編（短期）
- 瀬麗抜教育研究アカデミーインテリアエクステリア設計＆CAD科